# Escarigo (Figueira de Castelo Rodrigo)
Escarigo ist ein Ort und eine ehemalige Gemeinde (Freguesia) im portugiesischen Kreis Figueira de Castelo Rodrigo. Die Gemeinde hatte 99 Einwohner (Stand 30. Juni 2011).
Am 29. September 2013 wurden die Gemeinden Escarigo und Almofala zur neuen Gemeinde União das Freguesias de Almofala e Escarigo zusammengeschlossen. Almofala ist Sitz dieser neu gebildeten Gemeinde.